# Ernolsheim-Bruche
Ernolsheim-Bruche – miejscowość i gmina we Francji, w regionie Grand Est, w departamencie Dolny Ren.
Według danych na rok 1990 gminę zamieszkiwały 1583 osoby, 240 os./km².